# بولشایا کوندراتوفسکایا
بولشایا کوندراتوفسکایا (به لاتین: Bolshaya Kondratovskaya) یک منطقهٔ مسکونی در روسیه است که در استان آرخانگلسک واقع شده‌است.